# نوباوه (ترانه)
« نوباوه» تک‌آهنگی از هنرمند اهل کانادا سلین دیون است که در ۱۹۸۳ منتشر شد.